# Exochus caudatus
Exochus caudatus là một loài tò vò trong họ Ichneumonidae.